# 瑙吉沃尔沙尼
瑙吉沃尔沙尼，是匈牙利索博尔奇-索特马尔-贝拉格州所辖的一个村。总面积12.54平方公里，总人口1478，人口密度117.9人/平方公里（2011年1月1日）。